# Solveig Borggren-Ehrenberg
Solveig Valery Jakobina Borggren-Ehrenberg, född Borggren 5 mars 1914 i Malmö, död 15 maj 1993, var en svensk konstnär.
Solveig Borggren-Ehrenberg studerade 1936–1939 i Paris, dels vid Académie des Beaux-Arts, dels vid Académie de la Grande Chaumière; bland hennes lärare märks André Lhote och Fernand Legér. 1939–1940 var hon elev vid konstakademien i Antwerpen. Hon utförde framför allt landskap och modellstudier i olja och tempera. År 1949 gifte hon sig med konstnären Gösta Ehrenberg och var under en lång följd av år bosatt i Roquebrune-Cap-Martin i Frankrike.
Hon finns representerad i Nationalmuseum och Örebro läns museum.
Solveig Borggren-Ehrenberg tillhörde Svenska kyrkan i Paris då hon avled i maj 1993. Stoftet urnsattes den 5 augusti samma år på Falu skogskyrkogård.